# 吉文元
吉文元（？—1854年），太平天國將領之一。廣西平南縣大瑶山南麓鹏山人，位于平南县最北端，吉慶元堂兄弟，太平軍攻克漢陽、武昌和南京諸戰都建有戰功，封春官副丞相。1853年他和林鳳祥、李開芳等統兵北伐，每戰所向有功，封平胡侯。1854年北伐軍敗退困守阜城時，親自指揮。額角中砲傷後繼續戰鬥，結果腰部又中數箭，最終落馬身亡。